# Pseudyrias grauni
Pseudyrias grauni är en fjärilsart som beskrevs av William Schaus 1933. Pseudyrias grauni ingår i släktet Pseudyrias och familjen nattflyn. Inga underarter finns listade.